# Anna Alexejewna Ureke
Anna Alexejewna Ureke (russisch Анна Алексеевна Уреке, englisch Anna Ureke; * 2. November 1999) ist eine russische Tennisspielerin.

## Karriere
Ureke spielt vor allem bei Turnieren der ITF Women’s World Tennis Tour, wo sie zwei Titel im Einzel und acht im Doppel gewinnen konnte.

## Turniersiege

### Einzel
| Nr. | Datum             | Turnier | Kategorie   | Belag | Finalgegnerin   | Ergebnis      |
| --- | ----------------- | ------- | ----------- | ----- | --------------- | ------------- |
| 1.  | 11. November 2018 | Iraklio | ITF $15.000 | Sand  | Darja Astachowa | 6:2, 1:6, 6:2 |
| 2.  | 13. Februar 2022  | Jhajjar | ITF W15     | Sand  | Zeel Desai      | 6:4, 4:6, 6:4 |

### Doppel
| Nr. | Datum              | Turnier   | Kategorie   | Belag | Partnerin              | Finalgegnerinnen                              | Ergebnis          |
| --- | ------------------ | --------- | ----------- | ----- | ---------------------- | --------------------------------------------- | ----------------- |
| 1.  | 9. Juni 2018       | Antalya   | ITF $15.000 | Sand  | Julija Kulikowa        | Margaux Bovy Lara Salden                      | 6:4, 5:7, [10:6]  |
| 2.  | 14. September 2019 | Tabarka   | ITF W15     | Sand  | Natalia Siedliska      | Nadia Echeverría Alam Anna Popescu            | 7:67, 1:6, [10:8] |
| 3.  | 22. Januar 2022    | Kairo     | ITF W15     | Sand  | Oana Georgeta Simion   | Marija Tkatschowa Anastassija Solotarjowa     | 6:3, 7:64         |
| 4.  | 12. Februar 2022   | Jhajjar   | ITF W15     | Sand  | Punnin Kovapitukted    | Vaidehi Chaudhari Mihika Yadav                | 7:5, 6:3          |
| 5.  | 26. Februar 2022   | Ahmedabad | ITF W15     | Sand  | Punnin Kovapitukted    | Sharmada Balu Sravya Shivani Chilakalapudi    | 6:3, 6:1          |
| 6.  | 29. Oktober 2022   | Antalya   | ITF W15     | Sand  | Walerija Juschtschenko | Denise Hrdinková Sosia Kardawa                | 6:0, 4:6, [10:7]  |
| 7.  | 27. April 2024     | Schymkent | ITF W15     | Sand  | Walerija Juschtschenko | Dana Baidäulet Varvara Bernovich              | 6:1, 6:0          |
| 8.  | 5. April 2025      | Bujumbura | ITF W50     | Sand  | Julia Adams            | Émeline Dartron Tiantsoa Rakotomanga Rajaonah | 6:1, 6:2          |